# Le Vaulmier
Le Vaulmier (okzitanisch Lo Vamier) ist eine französische Gemeinde mit 61 Einwohnern (Stand 1. Januar 2022) im Département Cantal in der Region Auvergne-Rhône-Alpes (vor 2016 Auvergne). Sie gehört zum Kanton Riom-ès-Montagnes im Arrondissement Mauriac.

## Lage
Le Vaulmier liegt etwa 38 Kilometer nordnordöstlich von Aurillac.
Nachbargemeinden sind Saint-Vincent-de-Salers im Nordwesten und Norden, Trizac im Norden und Nordosten, Collandres im Nordosten und Osten, Le Falgoux im Südosten und Süden, Saint-Bonnet-de-Salers im Südwesten sowie Anglards-de-Salers im Westen und Nordwesten.

## Bevölkerungsentwicklung
| Jahr                       | 1962 | 1968 | 1975 | 1982 | 1990 | 1999 | 2006 | 2011 | 2019 |
| -------------------------- | ---- | ---- | ---- | ---- | ---- | ---- | ---- | ---- | ---- |
| Einwohner                  | 292  | 209  | 158  | 148  | 114  | 87   | 87   | 68   | 64   |
| Quellen: Cassini und INSEE |      |      |      |      |      |      |      |      |      |

## Sehenswürdigkeiten

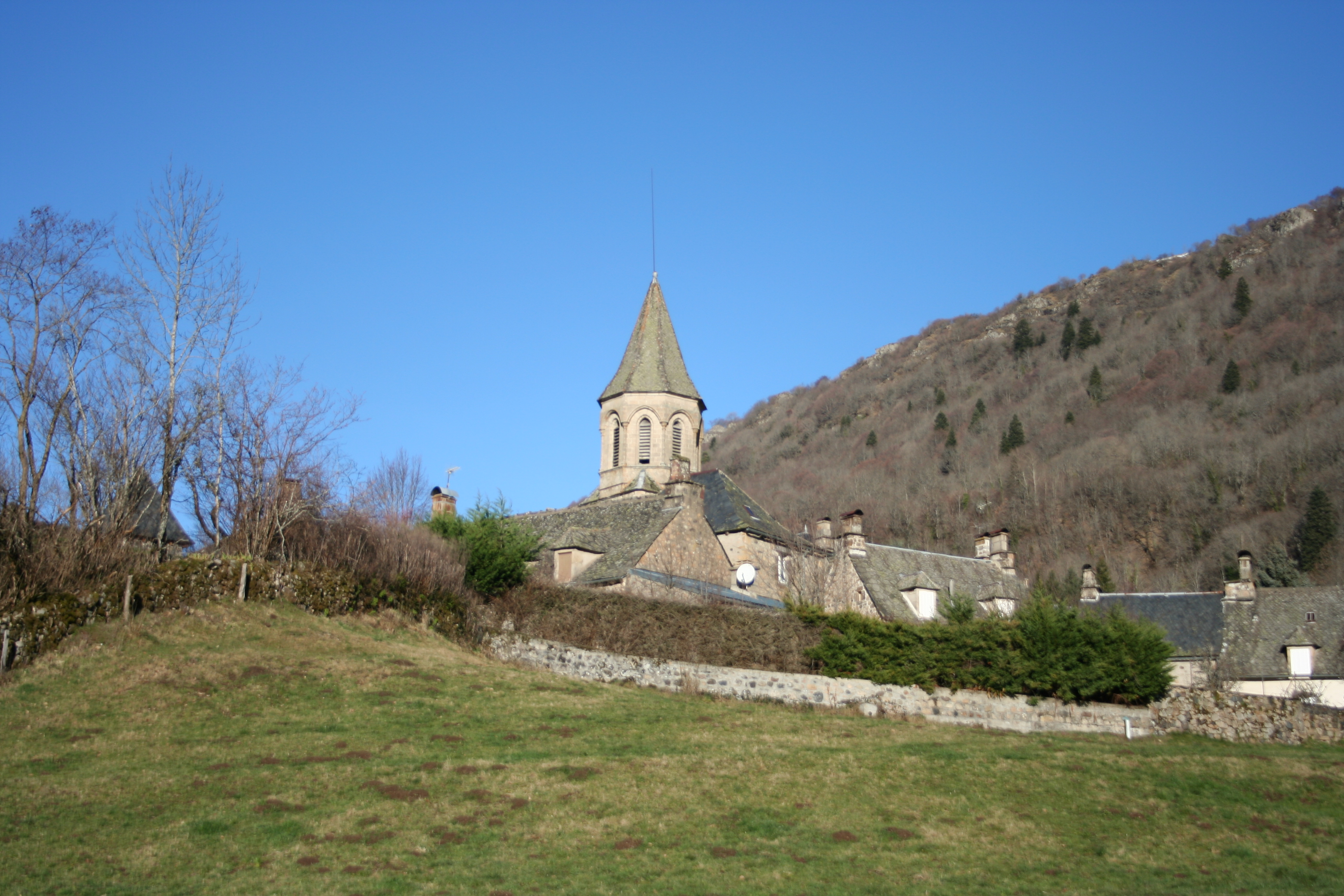
Kirche Saint-Ferréol

- Kirche Saint-Ferréol
- Mühle von La Fachette